# Artocarpus camansi
Espèce
Classification APG III (2009)
Artocarpus camansi est une espèce de plantes à fleurs de la famille des Moraceae. C'est un arbre tropical originaire de la Papouasie-Nouvelle-Guinée très proche de l'arbre à pain et certaines classifications botaniques les considèrent comme deux sous-espèces d'une unique espèce. Comme celui de ce dernier, son fruit est récolté comme aliment de base, mais ce sont principalement ses graines qui sont consommées plutôt que la chair du fruit  . Les noms communs utilisés pour désigner ses graines incluent châtaigne dans les Caraïbes francophones, breadnut dans les Caraïbes anglophones,  pana de pepita  dans les Caraïbes hispanophones, pana de pepita ou Kamansi aux Philippines, et kapiac en Nouvelle-Guinée,.

## Distribution et origines
Artocarpus camansi est endémique en Nouvelle-Guinée et peut-être même en Indonésie et aux Philippines. En raison de la culture et des variétés multiples des arbres à pain (Artocarpus camansi compris), qui suivent pour partie l'histoire du développement des humains dans les îles du Pacifique, il est difficile de déterminer l'origine exacte de cet arbre.
Selon certaines spéculations, la variété d'arbre à pain la plus courante, Artocarpus altilis, serait le produit d'une sélection opérée à partir d'Artocarpus camansi pour augmenter la proportion de chair dans le fruit. Dans le cas où cette hypothèse se vérifierait, cette plante tiendrait une place historique dans la colonisation originelle des îles du Pacifique ou l'arbre à pain continue de constituer une récolte alimentaire de base. Artocarpus camansi pourrait avoir contribué à l'établissement pérenne de populations humaines sur ces îles,.

## Habitat et écologie
Artocarpus camansi pousse typiquement dans des environnements tropicaux en bordure de rivière, ou dans les marais d'eau douce à une altitude située entre 0 et 1 550 mètres. Cette plante se développe de façon optimale à des températures annuelles qui varient de 15 °C à 40 °C, dans un sol profond et bien drainé dont le PH est neutre à alcalin.

## Morphologie, fleurs et fruits
Les dimensions de cet arbre peuvent atteindre 35 m de hauteur, avec des feuilles pennées de 40 à 60 cm de large. Cette plante porte des fleurs de sexe différent aux extrémités des branches. Chaque fleur mâle a un diamètre de 3 cm pour une longueur de 40 &  50 et comporte deux étamines.
Le fruit globuleux de couleur jaune-vert pèse environ 800 g et mesure de 16 à 20 cm de long par 8 à 15 cm de large. Chaque arbre mature peut produire de 800 à 1000 fruits par an,. Lorsque les fruits sont mûrs, leur chair blanchâtre produit un arôme et une saveur légèrement sucrés. Les  graines constituent la majeure partie du fruit qui peut en contenir de 12 à 150. Chacune peut avoir une masse de 7 à 10 g. Elles sont généralement dispersées par les chauves-souris frugivores et autres mammifères, qui consomment la pulpe du fruit mur et rejettent les graines.

## Alimentation et valeur économique
Le fruit d'Artocarpus camansi est décrit comme ayant une « valeur nutritive élevée mais sous-exploitée comme source alimentaire ». Bien qu'il ne soit pas autant consommé qu'Artocarpus altilis, c'est une culture importante en Nouvelle-Guinée où il constitue un aliment de base. Le fruit y est en général consommé immature, sous forme de morceaux finement tranchés bouillis dans les soupes. Les graines ont une teneur protéique élevée (13.3 à 19.9g/100g) et une faible teneur en matières grasses. Elles sont riches en potassium (380 à 1620 mg/ 100 g). Elles sont consommées dans les Caraïbes, en Amérique centrale et en Amérique du Sud, et ont un goût proche de la châtaigne européenne. Les graines sont grillées, bouillies, mises en conserves, broyées en pâtes, en purées ou en farines. L'huile extraite est riche en acide gras insaturés. Elle pourrait constituer une bonne source de matières grasses pour la consommation humaine.